# Benthophiloides brauneri
Benthophiloides brauneri là một loài cá thuộc họ Gobiidae. Nó được tìm thấy ở Bulgaria, România, Nga, và Ukraina. Benthophiloides brauneri là một loài hiếm sống ở duyên hả, hạ lưu các sông, nước hơi đen và nước trong của các limans, cũng như các vùng tây bắc Biển Đen. Một số người cho rằng nó sinh sống ở Biển Azov và Biển Caspi, nhưng cần nghiên cứu thêm ở cả hai khu vực. Loài cá này cũng là một trong vài loài cá đặc hữu của sông Dnieper ở Ukraina.